# آنت نویمان
آنت نئومن (آلمانی: Annett Neumann؛ زادهٔ ۳۱ ژانویهٔ ۱۹۷۰) دوچرخه‌سوار زن اهل آلمان بود.
وی در مسابقات کشوری و بین‌المللی در مجموع برندهٔ ۱ مدال نقره شده‌است.